# Найба
На́йба (Хара-Улах, рос. Найба) — село в Булунському улусі, Республіка Саха, Росія. Центр і єдине село Хара-Улахського наслегу.
Село розташоване на березі Хараулахської бухти моря Лаптєвих, у місці впадіння річки Няйба. Населення становить 624 особи (2001; 0,8 тис. в 1989).
Засноване в 1931 році. В селі знаходяться пристань, комбінат комунальних підприємств, господарський центр (оленярство, рибальство, звірівництво), Будинок культури, середня школа, лікарня.